# Liste der Kulturdenkmäler in Pfaffen-Schwabenheim
In der Liste der Kulturdenkmäler in Pfaffen-Schwabenheim sind alle Kulturdenkmäler der rheinland-pfälzischen Ortsgemeinde Pfaffen-Schwabenheim aufgeführt. Grundlage ist die Denkmalliste des Landes Rheinland-Pfalz (Stand: 2. August 2023).

## Denkmalzonen
| Bezeichnung                                                            | Lage                                  | Baujahr | Beschreibung | Bild                           |
| ---------------------------------------------------------------------- | ------------------------------------- | ------- | --- | ------------------------------ |
| Denkmalzone ehemaliges Augustiner-Chorherrenstift Pfaffen-Schwabenheim | Im Kloster 2-18 (gerade Nummern) Lage | um 1040 | um 1040 gegründet, 1566 aufgehoben, 1697 wiedererrichtet, 1802 säkularisiert - ehemalige Propsteikirche (katholische Pfarrkirche Mariä Himmelfahrt): spätromanisches Chortrapez, von Rundtürmen flankierte Apsis, um 1230–48, Schlussweihe 1308; spätbarocker Saal mit Dachreiter um 1766; die reiche Ausstattung des 18. Jahrhunderts nahezu vollständig erhalten, Orgel von Matthäus Heilmann in nahezu unverändertem Zustand (1779) - Sakristei, nördlicher Kreuzgangflügel und Oratorium mit Stuck der Mainzer Bandelwerkschule von 1723 - Konventsgebäude: barocke Dreiflügelanlage mit Mansarddächern, 1723 ff. - Ringmauerreste 2003 im Zuge der Ausweisung eines Neubaugebietes verschwunden | weitere Bilder Fotos hochladen |

## Einzeldenkmäler
| Bezeichnung                      | Lage                                       | Baujahr                              | Beschreibung | Bild            |
| -------------------------------- | ------------------------------------------ | ------------------------------------ | --- | --------------- |
| Grabmal                          | Binger Straße, auf dem Friedhof Lage       | um 1914                              | Grabmal Wetzel-Diegel, neuklassizistisches Portal mit Galvanoplastik, um 1914                                              | BW              |
| Evangelische Gustav-Adolf-Kirche | Brühlstraße 1 Lage                         | 1907/08                              | zweischiffige romanisierende Emporenhalle, Sandsteinquaderbau, nach Plänen von Friedrich Pützer, 1907/08                   | Fotos hochladen |
| Evangelisches Pfarrhaus          | Klostergasse 14 Lage                       | um 1850                              | ehemaliges evangelisches Pfarrhaus; zweieinhalbgeschossiger spätklassizistischer Sandsteinquaderbau, um 1850               | BW              |
| Hofanlage                        | Kreuznacher Straße 3 Lage                  | erste Hälfte des 19. Jahrhunderts    | Vierseithof, erste Hälfte des 19. Jahrhunderts; Krüppelwalmdachbau, Fachwerk verputzt, um 1800                             | BW              |
| Hofanlage                        | Mühlengasse 10 Lage                        | 1685                                 | Hakenhof; barockes Fachwerkhaus, teilweise massiv, bezeichnet 1685, Fachwerk-Scheune                                       | BW              |
| Klostermühle                     | Mühlengasse 11 Lage                        | 1836 ff.                             | Vierseithof, 1836 ff.; spätklassizistisches Wohnhaus, Krüppelwalmdachscheune, teilweise Fachwerk                           | BW              |
| Kriegerdenkmal                   | Mühlengasse, Ecke Sprendlinger Straße Lage | letztes Viertel des 19. Jahrhunderts | Kriegerdenkmal 1870/71, Sandstein-Obelisk, letztes Viertel des 19. Jahrhunderts                                            | BW              |
| Rathaus                          | Rathausstraße 8 Lage                       |                                      | im Kern spätgotisch, wohl um 1600, sogenanntes Betzekämmerchen bezeichnet 1699, im 19. und 20. Jahrhundert stark überformt | BW              |
| Wohnhaus                         | Sprendlinger Straße 16 Lage                | 1761                                 | barockes Fachwerkhaus, teilweise massiv, angeblich von 1761                                                                | BW              |
| Schleifmühle                     | westlich des Ortes an der L 413 Lage       | Mitte des 19. Jahrhunderts           | Vierseithof, Mitte des 19. Jahrhunderts, Krüppelwalmdachbau, Bruchstein                                                    | BW              |

## Ehemalige Kulturdenkmäler
| Bezeichnung | Lage                       | Baujahr                             | Beschreibung                                                                                           | Bild |
| ----------- | -------------------------- | ----------------------------------- | --- | ---- |
| Wohnhaus    | Mittelgasse 1 Lage         | 18. bis Anfang des 19. Jahrhunderts | Fachwerkhaus, verputzt, 18. bis Anfang des 19. Jahrhunderts; abgebrochen und aus Denkmalliste gelöscht | BW   |
| Hofanlage   | Sprendlinger Straße 3 Lage | 1796                                | Hofanlage; eingeschossiges Wohnhaus, Torhaus bezeichnet 1796; aus Denkmalliste gelöscht                | BW   |